# Ballade von der weißen Kuh
Ballade von der weißen Kuh (Originaltitel: Ghasideyeh gave sefid قصیده گاو سفید, internationaler Titel: Ballad of a White Cow) ist ein iranisch-französischer Spielfilm von Behtash Sanaeeha und Maryam Moghaddam aus dem Jahr 2021. Das Drama hinterfragt kritisch das iranische Justizsystem am Beispiel einer jungen Witwe (dargestellt von Maryam Moghaddam), deren Ehemann unschuldig zum Tode verurteilt wurde.
Der Film wurde intern beim Internationalen Fajr-Filmfestival 2020 gezeigt. Die offizielle Weltpremiere war ein Jahr später im Wettbewerb der 71. Berlinale. Der Kinostart in Deutschland war am 3. Februar 2022.

## Handlung
Der Film beginnt mit einem Zitat aus der zweiten Sure des Korans. Darin geht es um eine Kuh, die Moses seinem Volk zu schlachten befahl. Dann sieht man eine beigefarbene Kuh zwischen Gefängnismauern stehen. Danach besucht Mina ihren aufgrund eines Vergeltungsurteils wegen Mordes zum Tode verurteilten Mann Babak in der Haft. Wenig später wird er hingerichtet werden. Sie trägt fortan schwarz und trauert um ihn, ohne jedoch ihrer gehörlosen siebenjährigen Tochter Bita zu sagen, dass und wie ihr Vater gestorben ist. Der Lohn, den sie am Fließband einer Milchabfüllanlage verdient, reicht nicht für die Miete der Wohnung, in der die beiden wohnen. Daher verziert sie in Heimarbeit zusätzlich Glasflaschen. Babaks Bruder bedrängt sie wiederholt, ihn zu heiraten.  
Ein Jahr später stellt sich Babaks Unschuld heraus, weil ein damaliger Zeuge seine Aussage änderte. Mina legt daraufhin Beschwerde gegen das Urteil beim zuständigen Gericht ein, sie möchte eine persönliche Entschuldigung des Gerichts, doch darum kämpft sie vergeblich. Für die Justiz ist die Sache mit der Zahlung der Diya, des Blutgeldes, abgegolten, das umgerechnet etwa 55.000 Euro für einen erwachsenen Mann beträgt. Sie muss hören, dass das Urteil zwar falsch, aber „Gottes Wille“ gewesen sei, in dem die Verantwortung der Richter verschwindet. Diese Haltung führt etwa bei Minas Nachbarin, die sich um sie und Bita kümmert, zu einer Flucht in die Banalität. Man müsse sie akzeptieren lernen, so sagt sie, „Manche nehmen Drogen, andere trinken, ich schaue türkische Serien. Jeder muss einen Weg finden.“ Mina jedoch findet sich nicht ab, sondern begehrt immer wieder im Privaten mit ihrer Wut und Trauer gegen die unmenschliche Außenwelt auf. Und sie kämpft um Unterstützung für ihre behinderte Tochter, mit der sie bis zu Babaks Verhaftung in finanziell gesicherten Verhältnissen gelebt und deshalb das staatliche System nicht beansprucht hat.
Schließlich will Minas Schwiegervater ihr das Sorgerecht für Bita entziehen, weil sie eine alleinerziehende Mutter ist. Außerdem möchte er etwas von der Entschädigung für seinen toten Sohn abbekommen und ignoriert dabei, dass das Blutgeld nicht sofort, sondern erst nach Jahren fällig ist. Während Mina gegen die Mühlen der Bürokratie kämpft, plagt den Richter Reza das schlechte Gewissen, da er seinerzeit als einer von mehreren Richtern an dem Urteil mitwirkte. Er gibt trotz Protesten von seinen Kollegen den Beruf auf und sucht nach einer Möglichkeit, Wiedergutmachung zu leisten. Reza steht eines Tages vor Minas Tür und gibt sich als Freund Babaks aus. Er habe Schulden bei dem Toten gehabt, sagt er, die er nun zurückzahlen wolle. Mina lässt sich auf Rezas Angebot ein, sie nimmt das Geld. Als sie ihre Wohnung verliert, weil der Vermieter ihr den angeblichen Männerbesuch übelnimmt, zieht sie in eine Wohnung, die Reza gehört, da sie auf dem Wohnungsmarkt keine Chance hat. Doch als Mina erfährt, wer Reza wirklich ist, packt sie ihren Koffer. Dem Richter reicht sie ein Glas Milch, er trinkt es, fällt zu Boden und stirbt, dann geht Mina aus dem Raum. Doch als sie zurückblickt, sitzt Reza wieder am Tisch, als wäre nichts gewesen. Noch einmal ist die weiße Kuh aus der Eingangsszene zu sehen.

## Hintergrund
Es handelt sich um den zweiten Spielfilm von Behtash Sanaeeha, der gemeinsam mit seiner Ehefrau Maryam Moghaddam die Regie übernahm und auch das Drehbuch schrieb. Maryam Moghaddam spielt, wie bereits 2015 in Sanaeehas Regiedebüt Risk of Acid Rain (2015), die Hauptrolle. Das Paar inszenierte auch zusammen den Dokumentarfilm The Invincible Diplomacy of Mr Naderi (2018).
Der Iran ist nach einer kurzen Phase zurückgehender Hinrichtungszahlen seit mehreren Jahren (Stand 2012) gemessen an der Bevölkerungszahl das Land mit den meisten Hinrichtungen. In absoluten Zahlen rangierte es 2013 an zweiter Stelle nach China.
Eine weiße Kuh gilt aufgrund ihrer Farbe als Symbol der Unschuld in östlichen Ländern, besonders im Islam. Der Name des Films kommt durch den Bezug auf die zweite Sure des Korans zustande. Sie trägt den Namen „Die Kuh“, umfasst 286 Verse und ist damit auch die längste Sure. In ihr wird unter anderem der „Wert des Menschen“ festgelegt: Wird jemand getötet, soll auch der sterben, der ihn getötet hat. Dies wird im Film auf den Richter angewandt, der das Todesurteil unterzeichnet hat.
Am Ende des Films ist die Farbe weiß nicht nur in der Kuh präsent, sondern auch in der Milch. Diese letzte Szene in der Wohnung könne auf zweifache Weise gelesen werden, so Maryam Moghadam: Entweder habe Mina die Rache nur innerlich ausgeführt oder aber das Bild zeige nicht die Realität, sondern Minas Erinnerung. Aber auch wenn sie den Richter nicht wirklich vergiftet haben wollte, so habe sie ihm doch nicht vergeben. Ihre Liebe für ihn sei gestorben. Saneesha fügte hinzu, sie wolle sich dennoch von ihm abgrenzen und sein Leben nicht so vernichten, wie er ihr Leben und das ihres Mannes zerstört habe.

## Rezeption

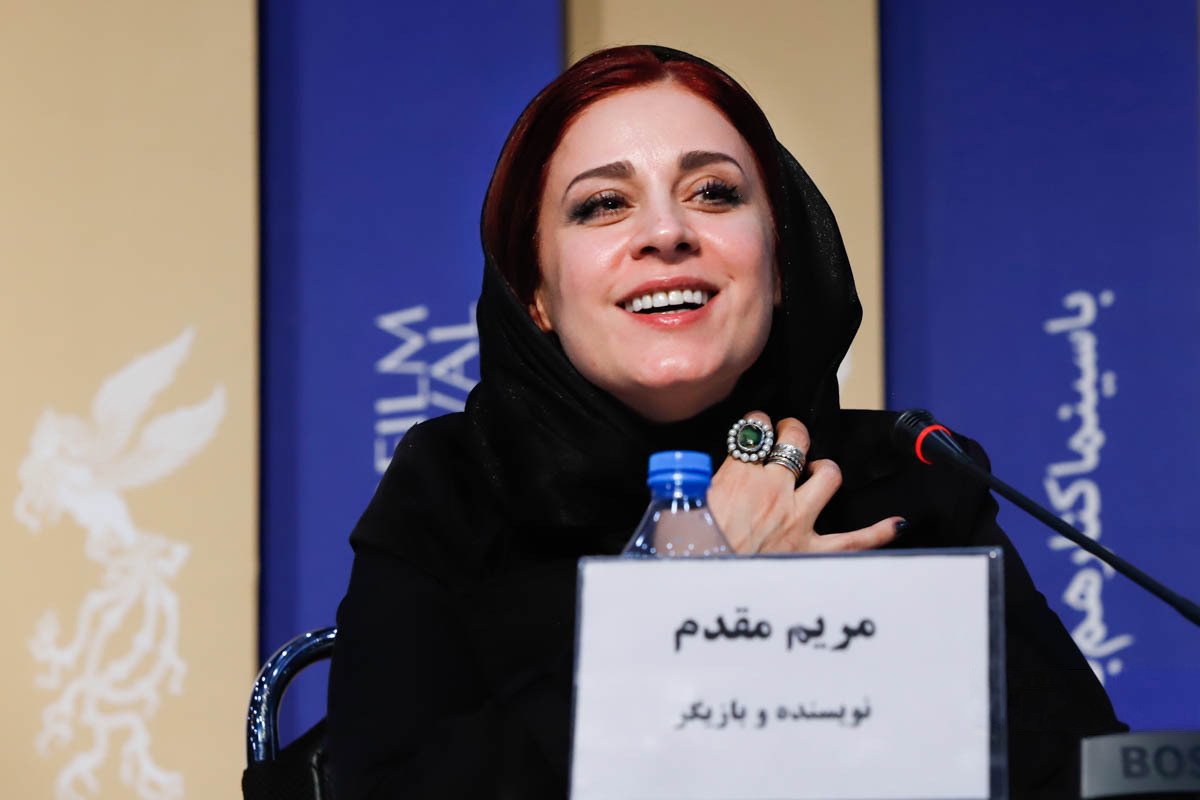
Hauptdarstellerin und Drehbuchautorin Maryam Moghadam bei der Uraufführung des Films im Iran

Ballade von der weißen Kuh wurde am 1. Februar 2020 auf dem iranischen Fajr-Filmfestival aufgeführt, ohne dass es aber zu einer Publikumsvorstellung kam. Heimische Kritiker wunderten sich darüber, dass die Produktion gezeigt wurde, da sie eine kritische Haltung gegenüber der Justiz einnimmt. Es wurde gemutmaßt, dass der Film nicht ohne die Zensur einiger Szenen in den iranischen Kinos anlaufen könne. Kritisiert wurde unter anderem eine Passage, in der zwei Geheimdienstagenten Reza vernehmen und fragen, ob er ein Menschenrechtler sein wolle. Auf Nachfrage teilte Maryam Moghaddam Anfang 2022 mit, dass der Film weiterhin nicht in iranischen Kinos gezeigt werden dürfe. Regisseur Sanaeeha gab an, er habe nicht die iranische Gesetzgebung kritisieren, sondern einen Film über ein rechtliches Vakuum drehen wollen.
Doch der Film enthält neben der „vordergründigen Sozialkritik“ auch Provokationen, die dem westlichen Blick verborgen bleiben, im iranischen Kino aber ein Wagnis darstellen. So ist etwa Minas Tochter Bita nach einem iranischen Film von 1972, also der Zeit vor der Revolution, benannt. Es sind kurze Szenen aus diesem Film zu sehen, in dem Frauen ohne Kopftuch auftreten. An einer Stelle trägt auch Mina kein Kopftuch und hat sich außerdem als Akt der Freiheit die Lippen rot geschminkt.
Im internationalen Kritikenspiegel der britischen Fachzeitschrift Screen International von allen 15 Berlinale-Wettbewerbsfilmen belegte Ballade von der weißen Kuh mit 2,3 von vier möglichen Sternen einen geteilten neunten Platz (gemeinsam mit Albatros und Das Licht in den Birkenwäldern), während der japanische Spielfilm Das Glücksrad und die deutsche Dokumentation Herr Bachmann und seine Klasse die Rangliste mit je 3,3 Sternen anführten.
Der NDR sprach von „klassischem iranischem Festivalkino, moralisch ambivalent, streng formal inszeniert und ungeheuer aufwühlend“ und sah den Film in der Tradition von Jafar Panahis Film Der Kreis.

## Auszeichnungen
2020: Auf dem Fajr-Filmfestival erhielt Ballade von der weißen Kuh Nominierungen in den Kategorien Beste Hauptdarstellerin (Maryam Moghaddam) und Bestes Drehbuch.
2021: Der Film konkurrierte im Wettbewerb um den Goldenen Bären, den Hauptpreis der Berlinale, blieb aber unprämiert.
Dritter Platz beim Berlinale Summer Special beim einmalig vergebenen Berlinale Publikums-Preis für den besten Wettbewerbsfilm ein dritter Platz, hinter den deutschen Filmen Herr Bachmann  und seine Klasse und Ich bin dein Mensch. 
Beim Festival Der Neue Heimatfilm in Freistadt, Oberösterreich, wurde der Film mit dem Spielfilmpreis der Stadt Freistadt ausgezeichnet.